# Uno Holmberg-Harva
Uno Holmberg-Harva (* 31. August 1882 in Ypäjä; † 13. August 1949 in Turku) war ein finnischer protestantischer Theologe, Religionshistoriker, Ethnograph, Ethnosoziologe und Volkskundler. Er war Schüler von Edward Westermarck und Kaarle Krohn.

## Werke
- Die Wassergottheiten der finnisch-ugrischen Völker (= Suomalais-Ugrilaisen Seuran toimituksia. Bd. 32, ISSN 0355-0230). Société finno-ougrienne, Helsinki 1913.
- Der Baum des Lebens (= Suomalaisen Tiedeakatemian toimituksia. Sarja B = Series B, 16, 3, ISSN 0066-2011). Suomalainen Tiedeakatemia, Helsinki 1922 (Auch: Edition Amalia, Bern 1996, ISBN 3-9520764-2-2).
- als Herausgeber: Finno-Ugric, Siberian Mythology (= The Mythology of all Races. Bd. 4). Archaeological Institute of America, Boston 1927.
- Die Religiösen Vorstellungen der Altaischen Völker (= FF Communications 125 = 52, ISSN 0014-5815). Söderström, Helsinki 1938 (2. Abdruck. Suomalainen Tiedeakatemia, Helsinki 1993, ISBN 951-41-0700-4).